# Lado Z Volume 2
| Críticas profissionais | Críticas profissionais |
| Avaliações da crítica  | Avaliações da crítica  |
| Fonte                  | Avaliação              |
| ---------------------- | ---------------------- |
| Território da Música   | [ 1 ]                  |

Lado Z Volume 2 é o segundo álbum da série "Arquivo" do cantor e compositor brasileiro Zeca Baleiro.[carece de fontes?] Nesta série, o cantor reúne gravações raras e dispersas de seu catálogo musical. Mais especificamente no caso deste álbum, assim como seu antecessor, estão reunidas canções gravadas por Zeca Baleiro que foram lançadas na discografia de outros artistas/bandas.

## Faixas
| N.º            | Título                                                          | Letras                                                         | Gravado em                                                           | Duração |  |
| 1.             | "Homem com H"                                                   | Antônio Barros                                                 | Trilha sonora da novela Insensato Coração (2011)                     | 3:28    |  |
| 2.             | "Uma Canção no Rádio (Filme Antigo)"                            | Raimundo Fagner / Zeca Baleiro                                 | CD Uma Canção no Rádio (2009), de Fagner                             | 3:03    |  |
| 3.             | "Por Causa de Você"                                             | Tom Jobim / Dolores Duran                                      | CD Maysa - Esta Chama Que Não Vai Passar (2007)                      | 3:07    |  |
| 4.             | "Só (Part. Especial: Adriana Maciel)"                           | Tom Zé                                                         | CD Poeira Leve (2004), de Adriana Maciel                             | 3:09    |  |
| 5.             | "Choro do Fim do Mundo"                                         | Flávio Henrique / Zeca Baleiro                                 | CD Pássaro Pênsil (2007), de Flávio Henrique                         | 2:50    |  |
| 6.             | "Aldeia" (Part. Especial: Nosly)"                               | Nosly e Celso Borges                                           | CD Parador (2011), de Nosly                                          | 2:37    |  |
| 7.             | "Proibida pra Mim (Grazon) (Part. Especial: Charlie Brown Jr.)" | Thiago Castanho / Renato Pelado / Marcão / Champignon / Chorão | CD Música Popular Caiçara – Ao Vivo (2012), de Charlie Brown Jr.     | 3:43    |  |
| 8.             | "Eu Também Quero Beijar"                                        | Moraes Moreira / Pepeu Gomes / Fausto Nilo                     | CD Quando Fevereiro Chegar - Uma Lírica de Fausto Nilo (2010)        | 4:30    |  |
| 9.             | "Léo e Bia (Participação: Oswaldo Montenegro)"                  | Oswaldo Montenegro                                             | CD Intimidade (2008), de Oswaldo Montenegro                          | 3:02    |  |
| 10.            | "Você Só Pensa em Grana (Part. Especial: Paulinho Moska)"       | Zeca Baleiro                                                   | CD Zoombido - Para se Fazer Uma Canção - Volume 1 (2008)             | 4:43    |  |
| 11.            | "Maresia"                                                       | Paulo Machado / Antonio Cícero                                 | Gravação do programa Clássicos de Verão, da Rádio Eldorado FM (2012) | 2:35    |  |
| 12.            | "Xanéu Nº 5 (Participação: O Teatro Mágico)"                    | Fernando Anitelli / Danilo Souza                               | CD O Segundo Ato (2008), do grupo O Teatro Mágico                    | 4:36    |  |
| 13.            | "Disritmia"                                                     | Martinho da Vila (Faixa Bônus)                                 | CD Vô Imbolá (1998), de Zeca Baleiro                                 | 4:23    |  |
| Duração total: | Duração total:                                                  | Duração total:                                                 | Duração total:                                                       | 45:58   |  |